# 國泰銀行

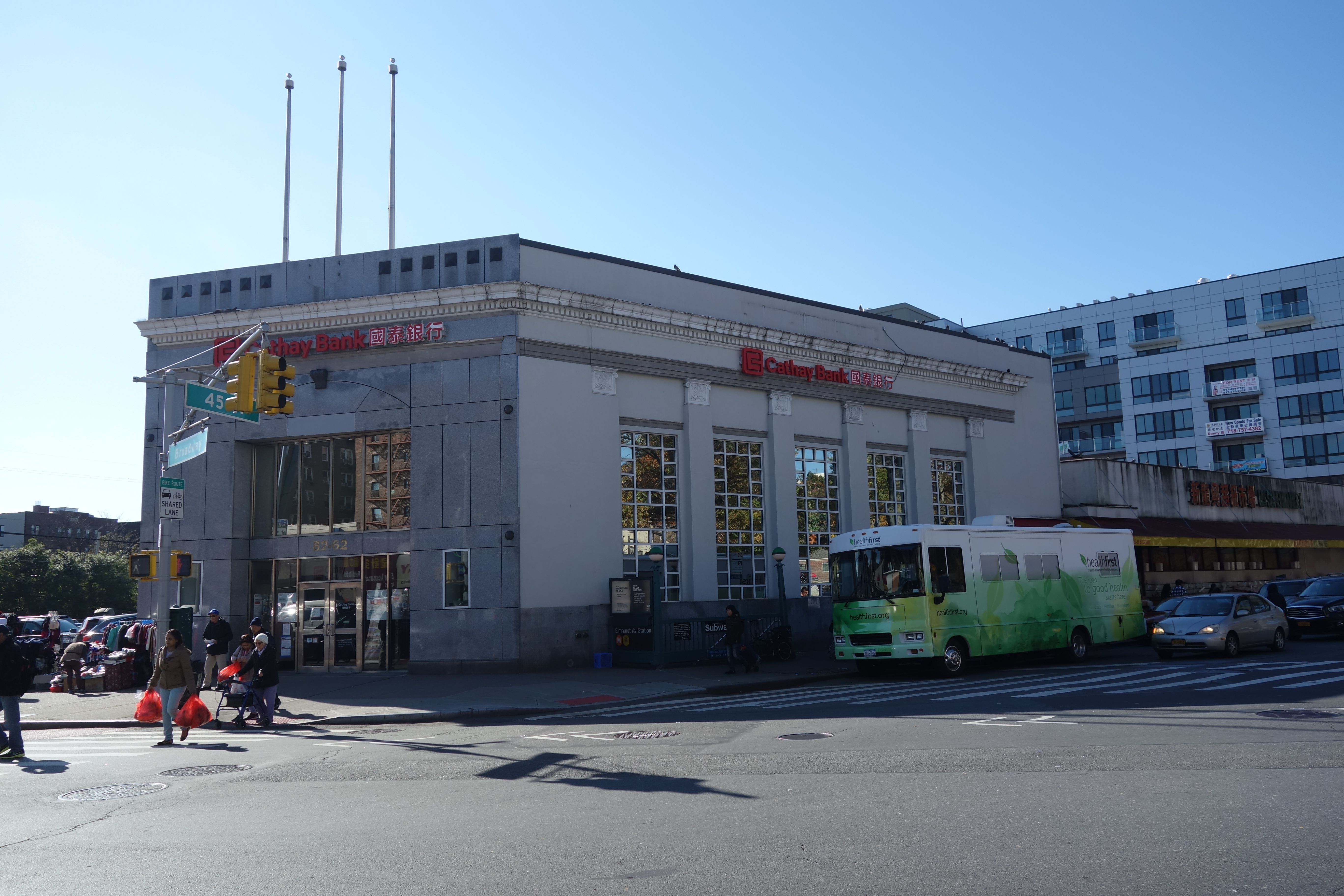
國泰銀行位於紐約的分行, 為新標志

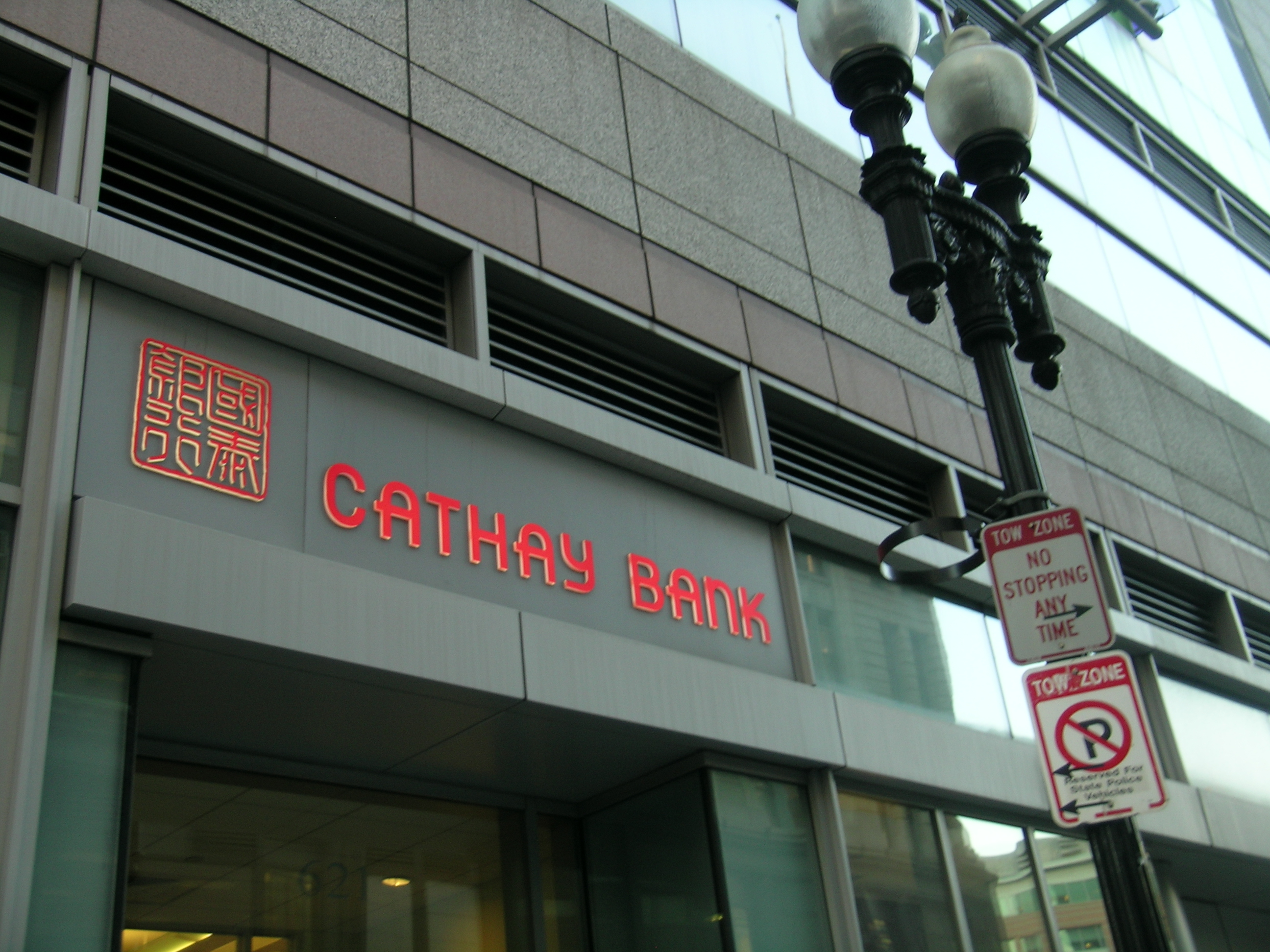
國泰銀行位於波士頓唐人街的分行, 為舊標志

國泰銀行（控股公司為「國泰萬通金控股份有限公司」（NASDAQ：CATY）），於1962年由吳平原和友人，於美國加州洛杉矶（也是主要總部）合作創辦首家華人銀行，而首家分行則在唐人街。在1990年冬天於納斯達克交易市場上市。
董事長和前總裁為鄭家發，值得留意是陳慧芳丈夫鄧孟輝為執行副總裁。
截至2016年末，國泰萬通金控股份有限公司資產總額已達145億美元，各項存款餘額117億美元；貸款餘額112億美元；全年淨盈餘為1.7511億美元，每股淨利達2.19美元，截至止2017年7月，在加州、紐約州、伊利諾州、華盛頓州、德州、馬里蘭州、麻州、內華達州及新澤西州設有超過68間分行，另在香港設有分行，及於台北及上海設有代表處。

## 歷史
1962年，國泰銀行最初開幕於洛杉磯華埠，作爲加州第一家華裔美國人的銀行。1979年，它在加州蒙特利公園啟用了它的第一家分行。1985年，它在香港開展了它首個海外代表處。
國泰銀行過去曾作出多個收購活動，首先是於2003年和萬通銀行合併，其次是於2007年和United Heritage Bank合併。但是曾於2006年收購First Sino Bank 20%股權失敗。
2016年7月8日國泰萬通金控股份有限公司斥資約3.516億美元(114億元新台幣)向台灣永豐銀行收購美國加州SinoPac Bancorp及其全資子公司遠東國民銀行，遠東國民銀行在加州設有九家分行，並在北京設有一家海外辦事處，直至2017年7月才獲得台灣金管會核准此案。
2016年8月19日，鄭家發退任該企業總裁，改由戴斌接任，但仍留任董事長一職。
2021年5月26日國泰萬通金控(Cathay General Bancorp)的國泰銀行(Cathay Bank)向美國滙豐銀行購入其在美國西海岸的10家位於加州的零售業務分行，包括5萬名客戶10億美元存款和約8億美元貸款。

## 收購
- 萬通銀行
- United Heritage Bank
- 美國加州SinoPac Bancorp及其全資子公司遠東國民銀行
- 美國滙豐銀行在美國西海岸的10家位於加州的零售業務分行

## 外部連結
- CathayBank.com（页面存档备份，存于）
- CathayGeneralBancorp.com（页面存档备份，存于）